# Gaëtan Robail
Gaëtan Robail, né le 9 janvier 1994 à Saint-Pol-sur-Ternoise en France, est un footballeur français qui joue au poste d'attaquant ou de milieu de terrain au RWD Molenbeek.

## Biographie
Gaëtan Robail est formé au RC Lens de 2004 à 2011 où il côtoie Benjamin Bourigeaud. Il commence sa carrière en 2013 à l'Arras FA qui évolue en CFA 2.  

### Paris Saint-Germain
Après quatre bonnes saisons dans le Pas-de-Calais, il est recruté en 2016 par le Paris Saint-Germain pour jouer avec l'équipe réserve en CFA. En mai 2017, Unai Emery l'appelle en équipe première pour un déplacement à Saint-Étienne puis lors de la réception de Caen mais l'attaquant n'entre pas en jeu. La saison suivante, il est prêté en deuxième division belge au Cercle Bruges KSV. Il ne parvient pas à s'y imposer et son prêt est arrêté quatre mois plus tard. 
En janvier 2018, il est prêté jusqu'à la fin de la saison au Valenciennes FC en Ligue 2. Il joue son premier match le 2 février 2017 lors de la réception de l'AS Nancy-Lorraine où il entre en jeu à la 74e minute (24e journée, défaite 0-1). Le 16 mars 2018, il inscrit son premier but professionnel face au Paris FC (30e journée, défaite 2-4). Après des débuts timides, il termine la saison de manière remarquée en inscrivant un but à chaque match lors des six dernières rencontres. 
À la suite de ses bonnes performances, son prêt est reconduit d'une saison supplémentaire. Il commence la saison 2018-2019 en marquant un doublé et en délivrant une passe décisive face à l'AJ Auxerre. Il la conclut avec dix buts et six passes décisives à son actif, suscitant l'intérêt de divers clubs de Ligue 1.

### RC Lens
Le 19 juin 2019, il s'engage en faveur du RC Lens. Sous les ordres de Philippe Montanier, il débute lors de la première journée de championnat et un déplacement victorieux à la MMArena (1-2). Lors de la journée suivante, il ouvre son compteur but contre Guingamp et offre une passe décisive (victoire 2-0 à Bollaert-Delelis). Le 11 novembre 2019, il marque un doublé à Rodez (victoire 1-2). Juste avant la trêve hivernale, il inscrit également l'unique but d'une victoire contre Niort, permettant à son club d'obtenir la distinction honorifique de « champion d'automne ». À l'issue de cette saison marquée par l'arrêt du championnat pour cause de pandémie de Covid-19, le RC Lens accède à la Ligue 1 grâce à sa deuxième place.
Néanmoins, il n'entre pas dans les plans de Franck Haise et est prêté sans option d'achat à l'En avant Guingamp le 5 octobre 2020, retrouvant la Ligue 2. Florent Ghisolfi, coordinateur sportif du RC Lens, justifie ce prêt par le fait que son profil ne cadre pas avec le système de jeu mis en place mais assure qu'il fait toujours partie du projet.
Au sein d'un effectif et d'un secteur offensif pléthoriques, il recule dans la hiérarchie de Mécha Baždarević à la suite des retours de blessure de Frantzdy Pierrot et Matthias Phaëton en janvier 2021. Son prêt est alors rompu et il retrouve, le 12 janvier 2021, le Valenciennes FC où il est prêté pour dix-huit mois, soit jusqu'au terme de la saison 2021-2022. Fin juin 2022, il réintègre le groupe lensois où il est toujours sous contrat.

### Exil en Grèce
En juillet 2022, il s'engage pour deux saisons avec le club grec d'Atromitos, basé à Athènes. Son contrat n'ayant pas été renouvelé, il signe début juillet 2024 un bail de deux saisons avec une année en option avec le RWD Molenbeek, qui évolue en deuxième division belge.

## Statistiques
| Saison                | Club                     | Championnat           | Championnat | Championnat | Coupe nationale | Coupe nationale | Coupe de la Ligue | Coupe de la Ligue | Barrages | Barrages | Total | Total |
| Saison                | Club                     | Division              | M.          | B.          | M.              | B.              | M.                | B.                | M.       | B.       | M.    | B.    |
| 2012-2013             | Arras FA                 | CFA 2                 | 10          | 3           | -               | -               | -                 | -                 | -        | -        | 10    | 3     |
| 2013-2014             | Arras FA                 | CFA 2                 | 24          | 9           | 2               | 1               | -                 | -                 | -        | -        | 26    | 10    |
| 2014-2015             | Arras FA                 | CFA                   | 25          | 8           | -               | -               | -                 | -                 | -        | -        | 25    | 8     |
| 2015-2016             | Arras FA                 | CFA                   | 30          | 6           | -               | -               | -                 | -                 | -        | -        | 30    | 6     |
| Sous-total            | Sous-total               | Sous-total            | 89          | 12          | 2               | 1               | -                 | -                 | -        | -        | 91    | 13    |
| 2016-2017             | Paris Saint-Germain rés. | National 2            | 20          | 8           | -               | -               | -                 | -                 | -        | -        | 20    | 8     |
| 2017-2018             | Cercle Bruges KSV (prêt) | Division 1B           | 7           | 0           | 1               | 0               | -                 | -                 | -        | -        | 8     | 0     |
| 2017-2018             | Valenciennes FC (prêt)   | Ligue 2               | 14          | 7           | -               | -               | -                 | -                 | -        | -        | 14    | 7     |
| 2018-2019             | Valenciennes FC (prêt)   | Ligue 2               | 30          | 10          | 1               | 1               | 1                 | 0                 | -        | -        | 32    | 11    |
| Sous-total            | Sous-total               | Sous-total            | 44          | 17          | 1               | 1               | 1                 | 0                 | -        | -        | 46    | 18    |
| 2019-2020             | RC Lens                  | Ligue 2               | 24          | 7           | 1               | 0               | 2                 | 0                 | -        | -        | 27    | 7     |
| 2020-2021             | EA Guingamp (prêt)       | Ligue 2               | 9           | 0           | -               | -               | -                 | -                 | -        | -        | 9     | 0     |
| 2020-2021             | Valenciennes FC (prêt)   | Ligue 2               | 14          | 0           | 3               | 0               | -                 | -                 | -        | -        | 17    | 0     |
| 2021-2022             | Valenciennes FC (prêt)   | Ligue 2               | 33          | 4           | 2               | 0               | -                 | -                 | -        | -        | 35    | 4     |
| Sous-total            | Sous-total               | Sous-total            | 47          | 4           | 5               | 0               | -                 | -                 | -        | -        | 52    | 4     |
| 2022-2023             | Atromitos FC             | Super League          | 26          | 4           | 2               | 0               | -                 | -                 | 7        | 1        | 35    | 5     |
| 2023-2024             | Atromitos FC             | Super League          | 19          | 4           | 4               | 0               | -                 | -                 | 4        | 0        | 27    | 4     |
| Sous-total            | Sous-total               | Sous-total            | 45          | 8           | 6               | 0               | -                 | -                 | 11       | 1        | 62    | 9     |
| 2024-2025             | RWD Molenbeek            | Challenge Pro League  | 17          | 5           | 2               | 1               | -                 | -                 | 2        | 1        | 21    | 7     |
| Total sur la carrière | Total sur la carrière    | Total sur la carrière | 302         | 61          | 18              | 3               | 3                 | 0                 | 13       | 2        | 336   | 66    |

## Palmarès

### En club
Gaëtan Robail est champion de CFA 2, cinquième division française en 2014 avec le Arras FA.
Il est également vice-champion de Ligue 2 avec le RC Lens en 2020.
| Arras FA (1)               | RC Lens                           |
| -------------------------- | --------------------------------- |
| - CFA 2 - Champion : 2014. | - Ligue 2 - Vice-Champion : 2020. |